# Гајано (Парма)
Гајано (итал. Gaiano) је насеље у Италији у округу Парма, региону Емилија-Ромања.
Према процени из 2011. у насељу је живело 1074 становника. Насеље се налази на надморској висини од 118 м.